# Baranyahídvég, Baranya
Baranyahídvég este un sat în districtul Sellye, județul Baranya, Ungaria, având o populație de 191 de locuitori (2011). 

## Demografie
Componența etnică a satului Baranyahídvég
     Maghiari (73,23%)
     Romi (26,77%)
Componența confesională a satului Baranyahídvég
     Romano-catolici (64,4%)
     Reformați (19,9%)
     Fără religie (6,81%)
     Necunoscută (8,9%)
     Alte religii (2,09%)
Conform recensământului din 2011, satul Baranyahídvég avea 191 de locuitori. Din punct de vedere etnic, majoritatea locuitorilor (73,23%) erau maghiari, cu o minoritate de romi (26,77%).  Din punct de vedere confesional, majoritatea locuitorilor (64,4%) erau romano-catolici, existând și minorități de reformați (19,9%) și persoane fără religie (6,81%). Pentru 8,9% din locuitori nu este cunoscută apartenența confesională.